# 743 TCN
743 TCN là một năm trong lịch La Mã.